# Conselho Nacional dos Eslovenos, Croatas e Sérvios
O Conselho Nacional dos Eslovenos, Croatas e Sérvios (em croata: Narodno vijeće Slovenaca, Hrvata i Srba) alegou representar os eslavos do sul que viviam na Áustria-Hungria e, após sua dissolução, no efêmero Estado dos Eslovenos, Croatas e Sérvios. Os membros do conselho eram em grande parte formados por vários órgãos representativos que operavam nas terras da coroa dos Habsburgos, habitadas pelos eslavos do sul. A fundação do Conselho Nacional em Zagreb em 8 de outubro de 1918 cumpriu a Resolução de Zagreb para concentrar as forças políticas eslavas do sul, adotada no início daquele ano por iniciativa do Clube Iugoslavo. O conselho elegeu Anton Korošec como presidente e Svetozar Pribićević e Ante Pavelić como vice-presidentes.
Em 19 de outubro de 1918, o Conselho Nacional declarou-se o órgão supremo do Estado dos Eslovenos, Croatas e Sérvios. Esta posição foi mantida pela reunião do Sabor Croata, em 29 de outubro, para cortar laços entre a Croácia-Eslavônia, Dalmácia e a cidade de Rijeka, de um lado, e o Reino da Hungria e a Áustria-Hungria, do outro. O Conselho Nacional participou da negociação da Declaração de Genebra no início de novembro como um acordo de unificação com o Reino da Sérvia em um estado confederado. A declaração foi rapidamente repudiada. Em vez disso, o Conselho Nacional enviou uma delegação à Sérvia para solicitar uma rápida unificação, pois o país estava enfrentando a pressão da violência e da desordem generalizadas no campo e do avanço do Exército Italiano. A delegação ignorou as instruções fornecidas pelo Conselho Nacional e pediu a unificação sem quaisquer condições específicas. No início de dezembro de 1918, o Conselho Nacional declarou que a maior parte de seu trabalho estava concluída.

## Antecedentes
Durante a Primeira Guerra Mundial, várias propostas defendiam a consolidação política dos eslavos do sul que viviam na Áustria-Hungria. 

Territórios dentro da Áustria-Hungria:
- Cisleitânia (Império Austríaco): 1. Boêmia, 2. Bucovina, 3. Caríntia, 4. Carníola, 5. Dalmácia, 6. Galícia, 7. Litoral, 8. Baixa Áustria, 9. Morávia, 10. Salzburgo, 11. Silésia, 12. Estíria, 13. Tirol, 14. Alta Áustria, 15. Vorarlberga;
- Transleitânia (Reino da Hungria) : 16. Hungria propriamente dita 17. Croácia-Eslavônia;
- Condomínio austro-húngaro 18. Bósnia e Herzegovina

### Declaração de Niš
O Reino da Sérvia — um país independente da Áustria-Hungria — considerou a guerra uma oportunidade de expansão territorial além das áreas habitadas pelos sérvios nos Bálcãs. Um comité encarregado de determinar os objectivos de guerra do país produziu um programa para estabelecer um estado iugoslavo através da adição da Croácia-Eslavônia, das terras eslovenas, da Voivodina, da Bósnia e Herzegovina e da Dalmácia,  ecoando o tratado Načertanije de 1844 do Ministro dos Negócios Estrangeiros sérvio Ilija Garašanin, que previa o colapso do Império Otomano, que apelava à unificação de todos os sérvios para impedir a expansão russa ou austríaca nos Balcãs.  Na sua subsequente Declaração de Niš, o governo sérvio declarou que os seus objectivos de guerra eram libertar e unificar  "três tribos de um só povo": os sérvios, os croatas e os eslovenos, de acordo com o iugoslavismo. 

### Resolução de Zagreb
O trialismo na Áustria-Hungria teria estabelecido uma entidade eslava do sul, além das partes existentes da Cisleitânia e da Transleitânia, introduzidas pelo Compromisso Austro-Húngaro de 1867. Os membros eslavos do sul do Conselho Imperial organizaram-se como o Clube Iugoslavo e emitiram a Declaração de Maio. 
Em 1918, o Clube Iugoslavo tentou reunir os partidos políticos que representavam os eslavos do sul na Áustria-Hungria em favor da "concentração nacional" de eslovenos, croatas e sérvios em um estado comum. No entanto, o clube não elaborou o método ou os resultados desejados dessa unificação.  Uma conferência em Zagreb em maio de 1918 contou com a presença de 43 políticos da oposição da Croácia-Eslavônia,  políticos filiados ao diário católico Novine, sediado em Zagreb, membros do Partido Social-Democrata da Croácia e Eslavônia, do Partido Popular Esloveno, do Partido Progressista Nacional, bem como vários políticos da Bósnia e Herzegovina, Dalmácia, Ístria e Međimurje. A Coalizão Croata-Sérvia, partido no poder na Croácia-Eslavônia, e o Partido Camponês Popular Croata, da oposição, foram convidados, mas não compareceram, exceto por alguns dissidentes. Os participantes concordaram com a Resolução de Zagreb para a unificação política dos croatas, eslovenos e sérvios que vivem na Áustria-Hungria. 

## Papel

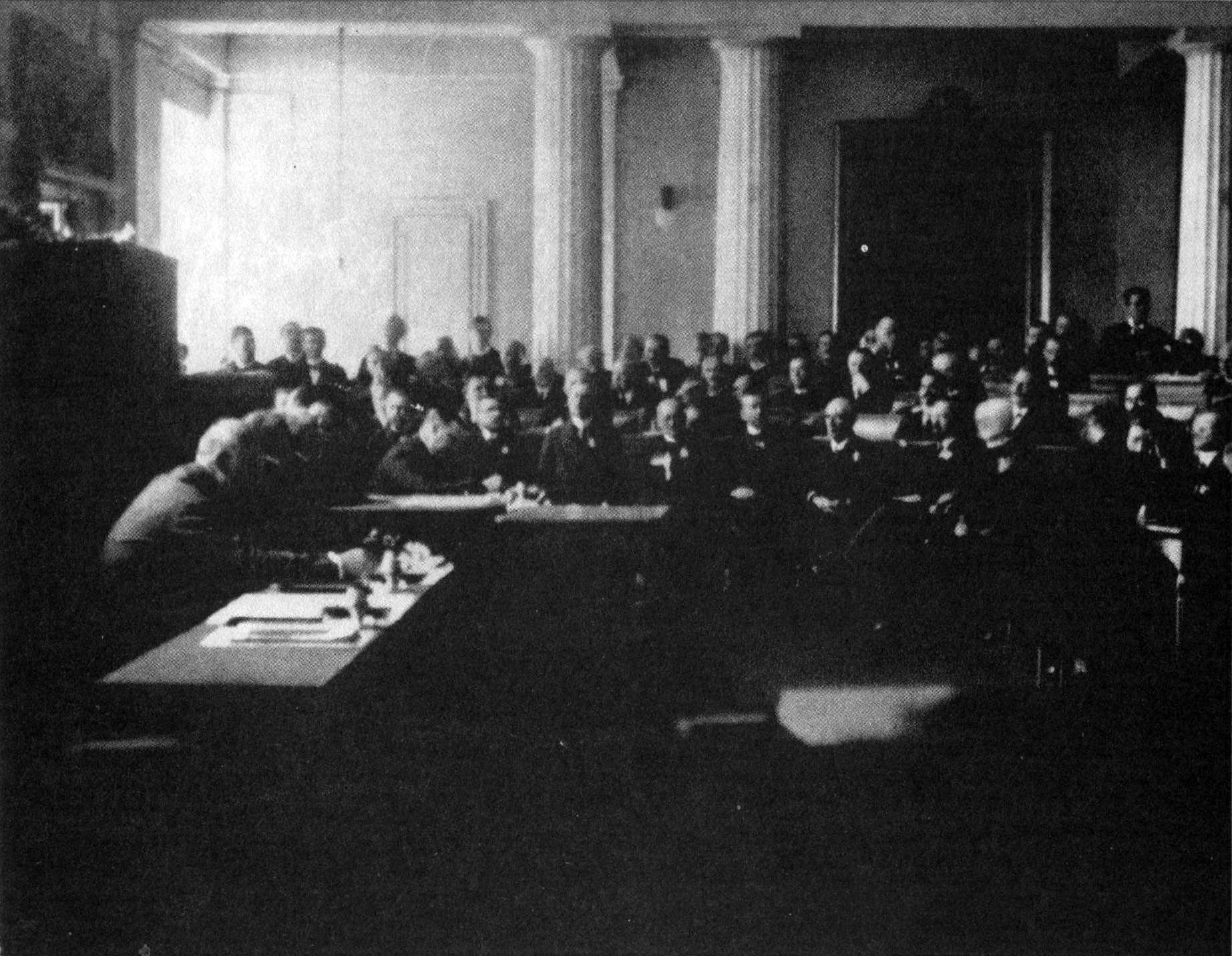
Sessão do Sabor Croata de 29 de outubro de 1918

### Estado dos Eslovenos, Croatas e Sérvios
Para cumprir a Resolução de Zagreb e trabalhar pela independência política e unidade dos eslavos do sul, outra conferência foi realizada em Zagreb de 5 a 8 de outubro de 1918 e o Conselho Nacional de Eslovenos, Croatas e Sérvios foi anunciado.  O imperador Carlos I tentou evitar a dissolução da Áustria-Hungria anunciando uma reforma trialista do império em 16 de outubro, mas chegou tarde demais para o Conselho Nacional. Em vez disso, em 19 de Outubro, o Conselho Nacional proclamou-se o órgão central do novo Estado dos Eslovenos, Croatas e Sérvios, abrangendo as terras eslovenas, a Croácia-Eslavónia, a Dalmácia e a Bósnia e Herzegovina. 
Em 29 de outubro, o Sabor Croata (que governava nominalmente a Croácia-Eslavônia) rompeu seus laços com a Áustria-Hungria e o Reino da Hungria e anulou o Acordo Croata-Húngaro, declarando a Croácia-Eslavônia, juntamente com a Dalmácia e a cidade de Rijeka (anteriormente organizada como Corpus separatum), um estado independente da Áustria e da Hungria.  O Sabor croata reconheceu o Conselho Nacional como a autoridade suprema sobre o novo estado. 

### Unificação com a Sérvia

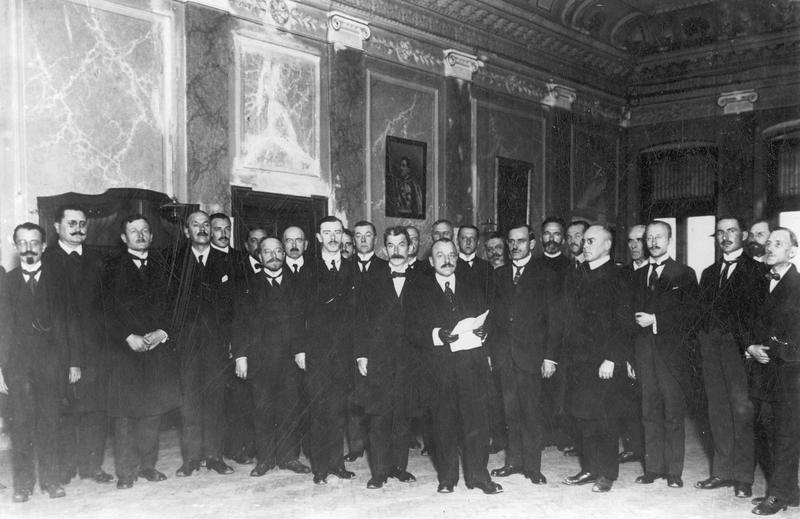
Delegação do Conselho Nacional reunida com o Príncipe Regente Alexandre em Belgrado em 1 de dezembro de 1918

O Conselho Nacional e seus representantes participaram da unificação política dos eslavos do sul por meio do estabelecimento do Reino dos Sérvios, Croatas e Eslovenos no final de 1918. Devido à falta de experiência diplomática, o conselho autorizou o Comitê Jugoslavo, um grupo ad-hoc de políticos e activistas, a falar em seu nome nas relações internacionais.  Depois de o governo sérvio liderado por Nikola Pašić ter reconhecido o Conselho Nacional como o representante legítimo dos eslavos do sul que viviam no território da Áustria-Hungria,  uma delegação do Conselho Nacional, liderada pelo seu presidente Anton Korošec, participou (juntamente com o Comité Jugoslavo e a oposição parlamentar sérvia) nas negociações com Pašić, e na assinatura da Declaração de Genebra em 9 de Novembro para unir rapidamente o Estado dos Eslovenos, Croatas e Sérvios com a Sérvia num estado confederal.  Dias depois, a declaração foi repudiada pelo governo sérvio e pelo vice-presidente sérvio-croata do Conselho Nacional, Svetozar Pribićević. Pribićević disse que a delegação não estava autorizada a concluir tal acordo. 
A urgência da unificação aumentou à medida que a segurança se deteriorava no campo por causa dos Quadros Verdes, e o Exército Italiano avançou após o colapso da Áustria-Hungria e o Armistício de Villa Giusti. Em 17 de novembro, as forças italianas capturaram Rijeka e avançaram por Carniola, chegando às proximidades de Liubliana — com o objetivo de fazer cumprir o Tratado de Londres, que prometia ganhos territoriais à Itália em troca da entrada em guerra contra a Áustria-Hungria. Em resposta, o Conselho Nacional apelou à Sérvia para que procurasse protecção contra a Itália.  Em 24 de novembro, o Conselho Nacional designou uma delegação para entrar em contato com os governos da Sérvia e do Reino de Montenegro, bem como outros partidos políticos nos dois países. Os enviados viajaram para a capital da Sérvia, Belgrado, em 1º de dezembro, onde se encontraram com o príncipe regente Alexandre da Sérvia. Na reunião, a delegação do Conselho Nacional ignorou as instruções de impor condições à unificação. Alexandre proclamou a unificação do Reino dos Sérvios, Croatas e Eslovenos naquele dia. 
Em 3 de dezembro, a delegação do Conselho Nacional declarou que o trabalho principal do conselho estava concluído, embora tenha afirmado que continuaria com as tarefas administrativas por um tempo. O conselho dissolveu os seus órgãos não centrais,  mas continuou o seu trabalho administrativo em Zagreb até pelo menos Janeiro de 1919.  O Conselho Nacional decidiu nomear todos os seus membros para a Representação Nacional Temporária como órgão legislativo do novo estado. No entanto, a lista dos seus representantes foi elaborada pelo membro do Conselho Nacional e novo ministro do governo, Albert Kramer, mediante autorização do regente, mas sem a participação dos partidos políticos relevantes. 

### Protesto em Zagreb
Pouco depois da proclamação do Reino dos Sérvios, Croatas e Eslovenos, houve um protesto de soldados em Zagreb, reprimidos pelas forças organizadas e lideradas pelo Conselho Nacional.  No rescaldo dos acontecimentos, o Conselho Nacional dissolveu o 25.º Regimento da Guarda Nacional Real Croata, sediado em Zagreb, e o 53.º Regimento do antigo Exército Comum Austro-Húngaro, na noite de 5 de Dezembro.  Além disso, o conselho citou o conflito e o caso Lipošćak como motivos para restringir a inclusão de oficiais croatas que anteriormente serviram nas forças armadas austro-húngaras no exército do novo estado unificado como não confiáveis. 

## Membros

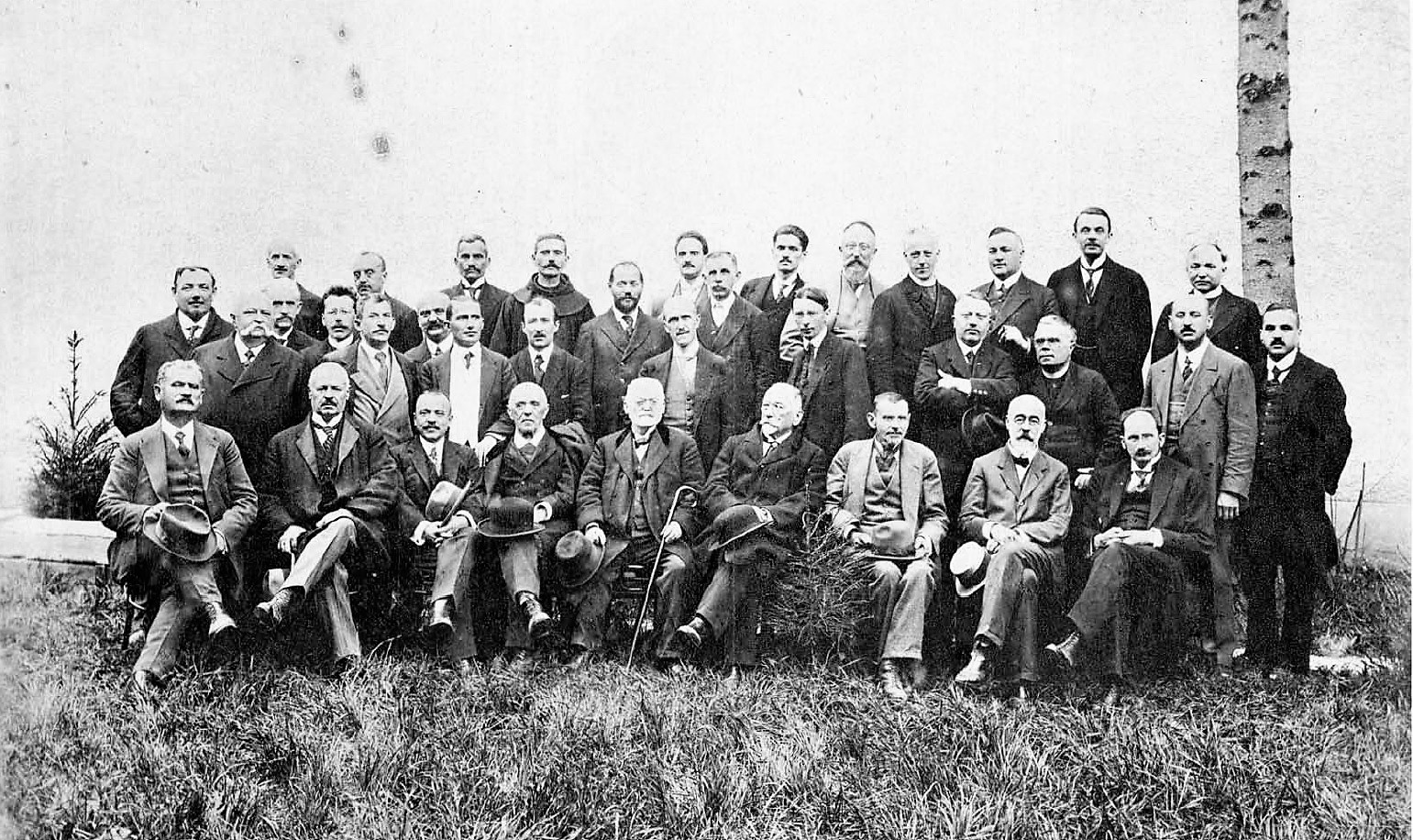
Uma parte dos membros em Zagreb

De acordo com o Regulamento do Conselho Nacional, o órgão era composto por 95 membros votantes provenientes de partidos políticos e outras organizações.  Na prática, o Conselho Nacional tinha menos membros.  O Conselho Nacional pretendia originalmente incluir 18 representantes das regiões de Međimurje, Barânia, Bačka, Banato e Prekmurje, mas esses assentos ficaram em grande parte vagos.  Os membros deveriam ser territorialmente diversos, para garantir a representação proporcional de vários territórios da Áustria-Hungria habitados por eslavos do sul. O quórum necessário para a tomada de decisões válidas em uma sessão plenária do Conselho Nacional era de um terço dos membros votantes. Esperava-se que o plenário adoptasse as suas decisões por maioria de dois terços dos membros presentes. 
O plenário era obrigado a eleger até 30 membros do comitê central do Conselho Nacional (e seus representantes) entre si, e a maioria de dois terços do comitê central tinha a possibilidade de cooptação de outros dez membros. O comitê central exigia um quórum de mais da metade de seus membros. Também deveria tomar decisões por maioria de dois terços, ou seja, as decisões poderiam ser tomadas por 13 membros em caso de quórum mínimo de reunião. O comité central deveria convocar o plenário uma vez de três em três meses ou se tal fosse solicitado por 15 membros do Conselho Nacional.  A presidência do Conselho Nacional e seu comitê central eram compostos pelo presidente Korošec, vice-presidentes Pribićević e Ante Pavelić. A presidência também incluiu três secretários: Mate Drinković, Srđan Budisavljević, e Ivan Lorković .  O comitê central transferiu os poderes executivos para a presidência, considerando-a o governo do Conselho Nacional em 28 de Outubro de 1918. 
Membros do Conselho Imperial, do Sabor Croata e das dietas da Bósnia e Herzegovina, Ístria e Dalmácia, e membros das legislaturas provinciais de Carniola, Estíria, Caríntia e Gorizia e Gradisca não nomeados para o Conselho Nacional como membros votantes foram autorizados a participar de suas reuniões como observadores. Todos os observadores foram obrigados a cumprir as Regras do Conselho Nacional. 
| Membros votantes do Conselho Nacional dos Eslovenos, Croatas e Sérvios | Membros votantes do Conselho Nacional dos Eslovenos, Croatas e Sérvios | Membros votantes do Conselho Nacional dos Eslovenos, Croatas e Sérvios |
| Território                                                             | Partido/grupo                                                          | Nome                                                                   |
| ---------------------------------------------------------------------- | ---------------------------------------------------------------------- | ---------------------------------------------------------------------- |
| Croácia-Eslavônia                                                      | Coligação Croata-Sérvia                                                | Živko Bertić                                                           |
| Croácia-Eslavônia                                                      | Coligação Croata-Sérvia                                                | Edmund Lukinić                                                         |
| Croácia-Eslavônia                                                      | Coligação Croata-Sérvia                                                | Milutin Mažurainć                                                      |
| Croácia-Eslavônia                                                      | Coligação Croata-Sérvia                                                | Bogdan Medaković                                                       |
| Croácia-Eslavônia                                                      | Coligação Croata-Sérvia                                                | Ivan Paleček                                                           |
| Croácia-Eslavônia                                                      | Coligação Croata-Sérvia                                                | Dušan Peleš                                                            |
| Croácia-Eslavônia                                                      | Coligação Croata-Sérvia                                                | Dušan Popović                                                          |
| Croácia-Eslavônia                                                      | Coligação Croata-Sérvia                                                | Svetozar Pribićević                                                    |
| Croácia-Eslavônia                                                      | Coligação Croata-Sérvia                                                | Ivan Ribar                                                             |
| Croácia-Eslavônia                                                      | Coligação Croata-Sérvia                                                | Makso Rošić                                                            |
| Croácia-Eslavônia                                                      | Coligação Croata-Sérvia                                                | Stevan Simeonović-Čokić                                                |
| Croácia-Eslavônia                                                      | Coligação Croata-Sérvia                                                | Većeslav Wilder                                                        |
| Croácia-Eslavônia                                                      | Facção de Mile Starčević do Partido dos Direitos                       | Cezar Akačić                                                           |
| Croácia-Eslavônia                                                      | Facção de Mile Starčević do Partido dos Direitos                       | Budislav Grga Angjelinović                                             |
| Croácia-Eslavônia                                                      | Facção de Mile Starčević do Partido dos Direitos                       | Ante Pavelić                                                           |
| Croácia-Eslavônia                                                      | Facção de Mile Starčević do Partido dos Direitos                       | Živko Petričić                                                         |
| Croácia-Eslavônia                                                      | Facção de Mile Starčević do Partido dos Direitos                       | Svetozar Rittig                                                        |
| Croácia-Eslavônia                                                      | Facção de Mile Starčević do Partido dos Direitos                       | Nikola Winterhalter                                                    |
| Croácia-Eslavônia                                                      | Partido Popular Camponês Croata                                        | Karla Kovačević                                                        |
| Croácia-Eslavônia                                                      | Partido Popular Camponês Croata                                        | Stjepan Radić                                                          |
| Croácia-Eslavônia                                                      | Partido Radical do Povo Sérvio                                         | Žarko Miladinović                                                      |
| Croácia-Eslavônia                                                      | Partido Radical do Povo Sérvio                                         | Milan Nedeljković                                                      |
| Croácia-Eslavônia                                                      | Partido Social Democrata                                               | Vilim Bukšeg                                                           |
| Croácia-Eslavônia                                                      | Partido Social Democrata                                               | Vitomir Korać                                                          |
| Croácia-Eslavônia                                                      | Grupo Glas SHS                                                         | Srđan Budisavljević                                                    |
| Croácia-Eslavônia                                                      | Grupo Male Novine                                                      | Ivan Lorković                                                          |
| Croácia-Eslavônia                                                      | Grupo Novine                                                           | Janko Šimrak                                                           |
| Croácia-Eslavônia                                                      | Membros cooptados do comitê central com direito a voto em plenário     | Fran Barac                                                             |
| Croácia-Eslavônia                                                      | Membros cooptados do comitê central com direito a voto em plenário     | Stjepan Srkulj                                                         |
| Rijeka                                                                 | Rijeka                                                                 | Rikard Lenac                                                           |
| Međimurje                                                              | Međimurje                                                              | Ivan Novak                                                             |
| Dalmácia                                                               | Organização Nacional para a Dalmácia                                   | Stanko Banić                                                           |
| Dalmácia                                                               | Organização Nacional para a Dalmácia                                   | Gajo Bulat                                                             |
| Dalmácia                                                               | Organização Nacional para a Dalmácia                                   | Uroš Desnica                                                           |
| Dalmácia                                                               | Organização Nacional para a Dalmácia                                   | Mate Drinković                                                         |
| Dalmácia                                                               | Organização Nacional para a Dalmácia                                   | Prvislav Grisogono                                                     |
| Dalmácia                                                               | Organização Nacional para a Dalmácia                                   | Ivo Krstelj                                                            |
| Dalmácia                                                               | Organização Nacional para a Dalmácia                                   | Milan Marušić                                                          |
| Dalmácia                                                               | Membros cooptados do comitê central com direito a voto em plenário     | Josip Smodlaka                                                         |
| Dalmácia                                                               | Membros cooptados do comitê central com direito a voto em plenário     | Ante Tresić Pavičić                                                    |
| Dalmácia                                                               | Membros cooptados do comitê central com direito a voto em plenário     | Božidar Vukotić                                                        |
| Ístria                                                                 | Sociedade Política para Croatas e Eslovenos na Ístria                  | Gjuro Červar                                                           |
| Ístria                                                                 | Sociedade Política para Croatas e Eslovenos na Ístria                  | Josip Grašić                                                           |
| Ístria                                                                 | Sociedade Política para Croatas e Eslovenos na Ístria                  | Šime Kurelić                                                           |
| Ístria                                                                 | Membros cooptados do comitê central com direito a voto em plenário     | Matko Laginja                                                          |
| Bósnia e Herzegovina                                                   | Representando partidos políticos                                       | Tugomir Alaupović                                                      |
| Bósnia e Herzegovina                                                   | Representando partidos políticos                                       | Vojislav Besarović                                                     |
| Bósnia e Herzegovina                                                   | Representando partidos políticos                                       | Didak Buntić                                                           |
| Bósnia e Herzegovina                                                   | Representando partidos políticos                                       | Luka Čabrajić                                                          |
| Bósnia e Herzegovina                                                   | Representando partidos políticos                                       | Vladimir Ćorović                                                       |
| Bósnia e Herzegovina                                                   | Representando partidos políticos                                       | Ljubomir Galić                                                         |
| Bósnia e Herzegovina                                                   | Representando partidos políticos                                       | Maksim Gjurković                                                       |
| Bósnia e Herzegovina                                                   | Representando partidos políticos                                       | Šćepan Grđić                                                           |
| Bósnia e Herzegovina                                                   | Representando partidos políticos                                       | Gligorije Jeftanović                                                   |
| Bósnia e Herzegovina                                                   | Representando partidos políticos                                       | Vjekoslav Jelavić                                                      |
| Bósnia e Herzegovina                                                   | Representando partidos políticos                                       | Milan Jojkić                                                           |
| Bósnia e Herzegovina                                                   | Representando partidos políticos                                       | Dušan Kecmanović                                                       |
| Bósnia e Herzegovina                                                   | Representando partidos políticos                                       | Kosta Kujundžić                                                        |
| Bósnia e Herzegovina                                                   | Representando partidos políticos                                       | Savo Ljubibratić                                                       |
| Bósnia e Herzegovina                                                   | Representando partidos políticos                                       | Mehmed Spaho                                                           |
| Bósnia e Herzegovina                                                   | Representando partidos políticos                                       | Jozo Sunarić                                                           |
| Bósnia e Herzegovina                                                   | Representando partidos políticos                                       | Hamid Svrzo                                                            |
| Bósnia e Herzegovina                                                   | Representando partidos políticos                                       | Vojislav Šola                                                          |
| Bósnia e Herzegovina                                                   | Representando a Dieta da Bósnia                                        | Danilo Dimović                                                         |
| Bósnia e Herzegovina                                                   | Representando a Dieta da Bósnia                                        | Đuro Džamonja                                                          |
| Bósnia e Herzegovina                                                   | Representando a Dieta da Bósnia                                        | Simo Eraković                                                          |
| Bósnia e Herzegovina                                                   | Representando a Dieta da Bósnia                                        | Halid-beg Hrasnica                                                     |
| Bósnia e Herzegovina                                                   | Representando a Dieta da Bósnia                                        | Pero Stokanović                                                        |
| Terras Eslovenas                                                       | Partido Popular Esloveno                                               | Ivan Benkovič                                                          |
| Terras Eslovenas                                                       | Partido Popular Esloveno                                               | Izidor Cankar                                                          |
| Terras Eslovenas                                                       | Partido Popular Esloveno                                               | Josip Jerič                                                            |
| Terras Eslovenas                                                       | Partido Popular Esloveno                                               | Anton Korošec                                                          |
| Terras Eslovenas                                                       | Partido Popular Esloveno                                               | Lovro Pogačnik                                                         |
| Terras Eslovenas                                                       | Partido Popular Esloveno                                               | Bogumil Remec                                                          |
| Terras Eslovenas                                                       | Partido Popular Esloveno                                               | Franc Smodej                                                           |
| Terras Eslovenas                                                       | Partido Democrático Iugoslavo                                          | Ivan Hribar                                                            |
| Terras Eslovenas                                                       | Partido Democrático Iugoslavo                                          | Albert Kramer                                                          |
| Terras Eslovenas                                                       | Partido Democrático Iugoslavo                                          | Vekoslav Kukovec                                                       |
| Terras Eslovenas                                                       | Partido Democrático Iugoslavo                                          | Vladimir Ravnihar                                                      |
| Terras Eslovenas                                                       | Partido Social-Democrata Iugoslavo                                     | Vago                                                                   |
| Trieste                                                                | Sociedade Política Edinost                                             | Ivan Marija Čok                                                        |
| Cinco membros não identificados do Clube Iugoslavo (cinco votos)       |                                                                        |                                                                        |

| Membros e Vice-Membros do Comitê Central do Conselho Nacional | Membros e Vice-Membros do Comitê Central do Conselho Nacional | Membros e Vice-Membros do Comitê Central do Conselho Nacional |
| Partido/grupo                                                 | Membros                                                       | Vice-Membros                                                  |
| ------------------------------------------------------------- | ------------------------------------------------------------- | ------------------------------------------------------------- |
| Coligação Croata-Sérvia                                       | Ivan Paleček                                                  | Makso Rošić                                                   |
| Coligação Croata-Sérvia                                       | Edmund Lukinić                                                | Dušan Peleš                                                   |
| Coligação Croata-Sérvia                                       | Većeslav Wilder                                               | Živko Bertić                                                  |
| Coligação Croata-Sérvia                                       | Dušan Popović                                                 | Stevan Simeonović-Čokić                                       |
| Coligação Croata-Sérvia                                       | Svetozar Pribićević                                           | Ivan Ribar                                                    |
| Facção de Mile Starčević do Partido dos Direitos              | Ante Pavelić                                                  | Cezar Akačić                                                  |
| Facção de Mile Starčević do Partido dos Direitos              | Živko Petričić                                                | Nikola Winterhalter                                           |
| Partido Popular Camponês Croata                               | Stjepan Radić                                                 | Karla Kovačević                                               |
| Partido Radical do Povo Sérvio                                | Žarko Miladinović                                             | Milan Nedeljković                                             |
| Partido Social Democrata                                      | Vilim Bukšeg                                                  | —                                                             |
| Grupo Glas SHS                                                | Srđan Budisavljević                                           | Hinko Krizman                                                 |
| Grupo Male Novine                                             | Ivan Lorković                                                 | Đuro Šurmin                                                   |
| Grupo Narodna Politika                                        | Janko Šimrak                                                  | —                                                             |
| Membros cooptados da Croácia-Eslavônia                        | Fran Barac                                                    | —                                                             |
| Membros cooptados da Croácia-Eslavônia                        | Stjepan Srkulj                                                | —                                                             |
| Membros cooptados da Croácia-Eslavônia                        | Vitomir Korać                                                 | Svetozar Delić                                                |
| Međimurje                                                     | Ivan Novak                                                    | —                                                             |
| Organização Nacional para a Dalmácia                          | Mate Drinković                                                | Uroš Desnica                                                  |
| Organização Nacional para a Dalmácia                          | Prvislav Grisogono                                            | Milan Marušić                                                 |
| Organização Nacional para a Dalmácia                          | Ivo Krstelj                                                   | —                                                             |
| Membros cooptados da Dalmácia                                 | Božidar Vukotić                                               | —                                                             |
| Membros cooptados da Dalmácia                                 | Josip Smodlaka                                                | —                                                             |
| Membros cooptados da Dalmácia                                 | Ante Tresić Pavičić                                           | —                                                             |
| Ístria                                                        | Gjuro Červar                                                  | Josip Grašić                                                  |
| Membro cooptado da Ístria                                     | Matko Laginja                                                 | —                                                             |
| Bósnia e Herzegovina                                          | Jozo Sunarić                                                  | Dušan Kecmanović                                              |
| Bósnia e Herzegovina                                          | Vojislav Šola                                                 | Vjekoslav Jelavić                                             |
| Bósnia e Herzegovina                                          | Milan Jojkić                                                  | Vladimir Ćorović                                              |
| Bósnia e Herzegovina                                          | Šćepan Grđić                                                  | Tugomir Alaupović                                             |
| Bósnia e Herzegovina                                          | Savo Ljubibratić                                              | Hamid Svrzo                                                   |
| Bósnia e Herzegovina                                          | Luka Čabrajić                                                 | Đuro Džamonja                                                 |
| Membros cooptados da Bósnia e Herzegovina                     | Danilo Dimović                                                | —                                                             |
| Membros cooptados da Bósnia e Herzegovina                     | Ljubomir Galić                                                | —                                                             |
| Partido Popular Esloveno                                      | Anton Korošec                                                 | Ivan Benkovič                                                 |
| Partido Popular Esloveno                                      | Lovro Pogačnik                                                | Bogumil Remec                                                 |
| Partido Popular Esloveno                                      | Izidor Cankar                                                 | Josip Jerič                                                   |
| Partido Democrático Iugoslavo                                 | Ivan Hribar                                                   | Vekoslav Kukovec                                              |
| Partido Democrático Iugoslavo                                 | Albert Kramer                                                 | Slavko Fornazarič                                             |
| Trieste                                                       | Ivan Marija Čok                                               | Josip Vilfan                                                  |